# Pronomis delicatalis
Pronomis delicatalis là một loài bướm đêm trong họ Crambidae.